# Wilkie (circonscription saskatchewanaise)
Pour les articles homonymes, voir Wilkie et Tramping Lake.
Circonscription électorale provinciale du Canada
Wilkie (initialement Tramping Lake) est une ancienne circonscription électorale provinciale de la Saskatchewan au Canada. Elle est représentée à l'Assemblée législative de la Saskatchewan de 1912 à 1995.

## Géographie
La circonscription était centrée autour de la ville de Wilkie.

## Liste des députés
| Parlement                                                                    | Années        | Député                       | Député                           | Parti                     |
| Tramping Lake                                                                | Tramping Lake | Tramping Lake                | Tramping Lake                    | Tramping Lake             |
| ---------------------------------------------------------------------------- | ------------- | ---------------------------- | -------------------------------- | ------------------------- |
| 3e                                                                           | 1912–1917     |                              | James Murray Scott               | Libéral                   |
| Wilkie                                                                       |               |                              |                                  |                           |
| 4e                                                                           | 1917–1921     |                              | Reuben Martin (en)               | Libéral                   |
| 5e                                                                           | 1921–1925     |                              | Sidney Bingham (en)              | Progressiste (en)         |
| 6e                                                                           | 1925–1929     |                              | Robert Erie Nay (en)             | Libéral                   |
| 7e                                                                           | 1929–1934     |                              | Alexander John McLeod            | Conservateur              |
| 8e                                                                           | 1934–1938     |                              | John Jardine                     | Libéral                   |
| 9e                                                                           | 1938–1944     | John Cunningham Knowles (en) |                                  | Libéral                   |
| 10e                                                                          | 1944–1948     |                              | Hans Ove Hansen (en)             | CCF                       |
| 11e                                                                          | 1948–1952     |                              | John Whitmore Horsman            | Libéral                   |
| 12e                                                                          | 1952–1956     |                              | John Whitmore Horsman            | Libéral                   |
| 13e                                                                          | 1956–1960     |                              | John Whitmore Horsman            | Libéral                   |
| 14e                                                                          | 1960–1964     |                              | John Whitmore Horsman            | Libéral                   |
| 15e                                                                          | 1964–1967     | Cliff McIsaac                |                                  | Libéral                   |
| 16e                                                                          | 1967–1971     | Cliff McIsaac                |                                  | Libéral                   |
| 17e                                                                          | 1971–1975     | Cliff McIsaac                |                                  | Libéral                   |
| 18e                                                                          | 1975–1978     | Linda Clifford (en)          |                                  | Libéral                   |
| 19e                                                                          | 1978–1982     |                              | James William Arthur Garner (en) | Progressiste-conservateur |
| 20e                                                                          | 1982–1986     |                              | James William Arthur Garner (en) | Progressiste-conservateur |
| 21e                                                                          | 1986–1991     | John Edwin Britton (en)      |                                  | Progressiste-conservateur |
| 22e                                                                          | 1991–1995     | John Edwin Britton (en)      |                                  | Progressiste-conservateur |
| Circonscription redistribuée dans Biggar, Cut Knife-Turtleford et Kindersley |               |                              |                                  |                           |

## Résultats électoraux
Wilkie (1917-1995)

Tramping Lake (1912-1917)